# Miller Perdomo
Vladimir González Obregón más conocido por su alias Miller Perdomo (Montañita Siglo XX - Sumapaz 12 de marzo de 1999) fue un guerrillero colombiano de las Fuerzas Armadas Revolucionarias de Colombia - Ejército del Pueblo (FARC-EP).

## Biografía
Nacido en una familia de nueve hermanos en Montañita (Caquetá) ingresó a las FARC-EP en 1982, perteneciendo al Frente 14 en Remolinos del Caguán, realizó cursos de contrainteligencia, adoctrinamiento y llegó a ser jefe de escuadra cercano a Jorge Briceño Mono Jojoy. Para 1989 pasó al Frente 26 y fue nombrado Comandante del Frente 51, donde se encargó de las finanzas de las FARC-EP en Cundinamarca. En abril de 1991 participó en la toma de la vereda Estaqueta de Quetame (Cundinamarca), en 1993 en el asalto a El Calvario (Meta), donde murieron 6 policías. Realizó numerosas pescas milagrosas. Pertenecía al Bloque Oriental de las FARC-EP y era candidato para pertenecer al secretariado de la organización.

## Muerte
Fue abatido en una operación de la Decimotercera Brigada del Ejército Nacional en Sumapaz. Una columna de las FARC-EP llevaba su nombre, y también una estructura de las Disidencias de las FARC-EP.